# 段甲嶺駅
段甲嶺駅（たんこうれいえき）は中華人民共和国河北省廊坊市三河市にある、中国鉄路総公司（CR）京哈線の駅。1975年に開業。北京駅から66km、ハルビン駅から1183kmの位置にある。北京鉄路局所属の四等駅に設定されている。

## 駅周辺
- 段甲嶺小学
- G102国道
- 段甲嶺鎮政府

## 隣の駅
中国鉄路総公司
京哈線
三河県駅 - 段甲嶺駅 - 薊県南駅